# Араш (ракета)
Араш (перська: آرش) є серією 122-мм некерованих і керованих артилерійських ракет, розроблених іранською компанією DIO.
Є копіями ракет для РСЗВ БМ-21 Град.
З липня 2020 р. виготовляються високоточні керовані версії цих ракет аналогічні керованим ракетам Торнадо-Г або GMRLS, але нижчої дальності до 40 км.
Не слід плутати цю ракету з Араш (БПЛА)

## Огляд
Відомі дані щодо чотирьох моделей виставлених на експорт. Кожна модель має різні характеристики:
Араш 1 : Дальність: 21,5 км, Довжина: 2,815 м, Швидкість: 710 м/с
Араш 2 : Дальність: 30 км, Довжина: 2,815 м, Швидкість: 1050 м/с
Араш 3 : Дальність: 18 км, Довжина: 2050 м, Швидкість: 720 м/с Також відомий як Нур.
Араш 4 : дальність: 40 км, довжина: 2,890 м, типи боєголовок: осколково-фугасна, дистанційне мінування, боєприпаси об'ємного вибуху.
Частина перерахованих вище ракет мають високоточну версію з керованим варіантом виконання.

## Оператори
- Іран
- Хезбалла